# Sankt Erhard (Gemeinde Breitenau)
Sankt Erhard ist eine Ortschaft der Gemeinde Breitenau am Hochlantsch in der Steiermark. Sie hat 511 Einwohner (1. Jänner 2024).

## Geografie
Sankt Erhard befindet sich östlich von Sankt Jakob-Breitenau in der Breitenau, dem Tal des Breitenauer Baches. Die Breitenau ist seit über 1000 Jahren vom Bergbau geprägt, ab dem 11. Jahrhundert schürfte man hier verschiedene Edelmetalle wie Gold, Silber und Bleiglanz. Die Ortschaft St. Erhard ist das kirchliche Zentrum der Gemeinde und verfügt mit der Pfarrkirche Sankt Erhard in der Breitenau über eine überregional bekannte Wallfahrtskirche. Im 16. Jahrhundert entstanden im Tal mehrere Hammerwerke und Sensenhämmer. Zwischen 1840 und 1873 betrieb die Breitenauer Eisengewerkschaft hier auch einen eigenen Hochofen.